# Фиесе
Фиѐсе (на италиански: Fiesse, на източноломбардски: Fiés, Фиес) е село и община в Северна Италия, провинция Бреша, регион Ломбардия. Разположено е на 39 m надморска височина. Населението на общината е 2150 души (към 2013 г.).